# Madeley, Staffordshire
Madeley är en ort och civil parish i Storbritannien.   Den ligger i grevskapet Staffordshire och riksdelen England, i den södra delen av landet, 220 km nordväst om huvudstaden London. Madeley ligger 109 meter över havet och antalet invånare är 4 386.
Terrängen runt Madeley är platt. Runt Madeley är det ganska tätbefolkat, med 207 invånare per kvadratkilometer. Närmaste större samhälle är Stoke-on-Trent, 9,9 km öster om Madeley. Trakten runt Madeley består i huvudsak av gräsmarker.